# Lamium galeobdolon
Lamium galeobdolon, (sinónimos Galeopsis galeobdolon, Lamiastrum galeobdolon o Galeobdolon luteum) comúnmente conocido como ortiga muerta amarilla, arcángel amarillo, planta de artillería, o planta de aluminio, es una planta con una flor silvestre muy extendida en Europa, y se ha introducido en otros lugares como planta de jardín. Se muestra la morfología de la flor de simetría bilateral, hojas opuestas y tallos cuadrados típica de la familia de la menta, Lamiaceae. Las flores son de color amarillo suave y en racimos axiales, con una capilla prominente (el lóbulo dorsal de la corola). Se propaga fácilmente y así se ha utilizado comúnmente como una cubierta vegetal ornamental. Puede ser invasivo en lugares donde no es nativo y se debe tener cuidado al momento de plantar en estas áreas.

## Descripción
El arcángel amarillo es una planta perenne de hojas grandes con corredores subterráneos crece a una altura de unos 40 a 80 cm. Las hojas opuestas emparejadas son acosadas, ampliamente ovadas con una base cordada y margen dentado. La parte inferior de las hojas es a menudo de color púrpura. Las flores crecen en verticilos en una espiga terminal y llegan a estar en grupos numerosos de hasta un número de 8 en los nudos localizados en la mitad alta del tallo, recibiendo el nombre de verticilastros teniendo brácteas parecidas a las hojas de la planta pero las superiores miden normalmente son 1-2 veces tan largas como llegan a ser anchas pero menos dentadas; las inferiores son tan cortas o tan largas como es el entrenudo de la planta. El cáliz es de cinco lóbulos y mide de 7 a 10 mm. La corola es de color amarillo, de 15 a 25 mm de largo, los pétalos están fusionados con un tubo largo y dos labios. El labio superior es encapuchado y el labio inferior tiene tres lóbulos de tamaño similar con el central que es triangular y, a menudo con rayas de color naranja. Hay dos estambres cortos y dos largos. Los carpelos se fusionan y el fruto es una esquizocarpo de cuatro cámaras.

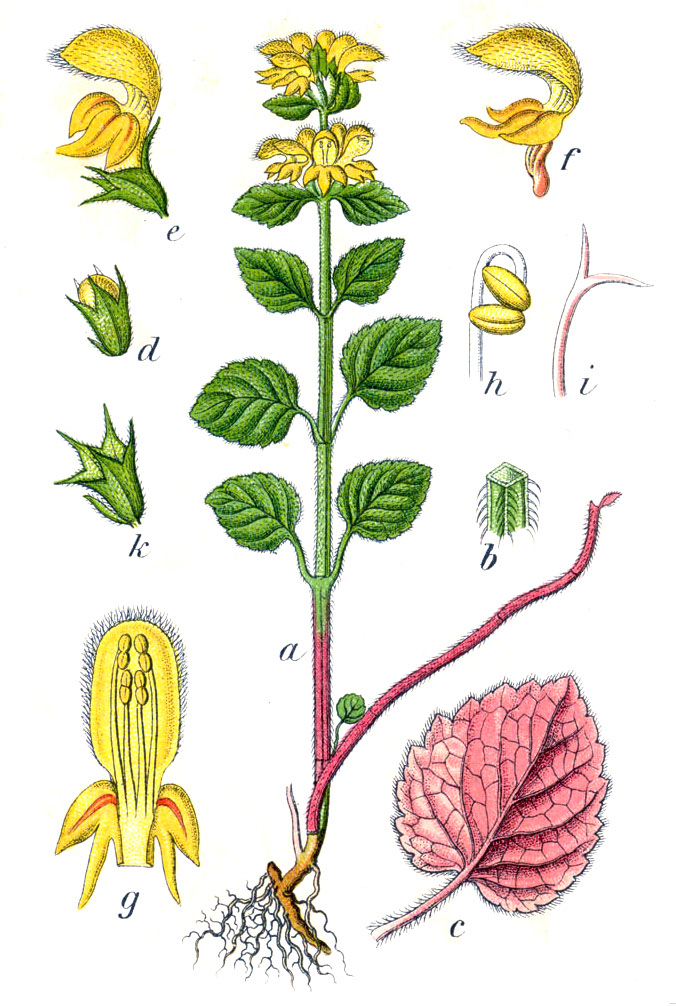

## Taxonomía
Hay una serie de taxones estrechamente relacionados que se hibridan con L. galeobdolon y en algunos casos no se acepta de modo inequívoco como especies distintas, pero se consideran subespecies o variedades por muchos autores. La más conocida de ellas es el arcángel amarillo abigarrado (subespecie: argentatum), cuyas hojas tienen a menudo abigarramiento, mostrando como parches de plata dispuestas como un amplio semicírculo. Esto, en particular, sus flores son grandes; se autocultiva tanto que recibe la indicación variegatum, es el taxón más a menudo conocido como un fugitivo con jardín.

## Subespecies
- Lamium galeobdolon subespecie argentatum
- Lamium galeobdolon subespecie endtmanii
- Lamium galeobdolon subespecie flavidum
- Lamium galeobdolon subespecie galeobdolon
- Lamium galeobdolon subespecie montanum

## Cultivo
Este tipo de plantas requiere sombra profunda con calor y un suelo moderado de estar seco a estar húmedo. Los suelos deben de estar a una acidez de pH 5.5 a 8 siendo indicadora de alcalinidad y suelos pobres en nitrógeno.